# Sharon Sheeley
Sharon Sheeley (Los Angeles, 4 aprile 1940 – Los Angeles, 17 maggio 2002) è stata una compositrice statunitense.

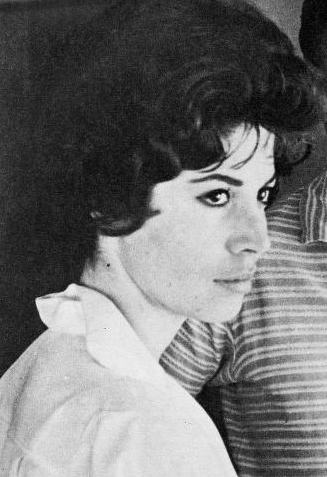

Ha scritto pezzi rock and roll per Brenda Lee, Glen Campbell, Ricky Nelson ed il fidanzato di allora Eddie Cochran.
Nel 1958, a 18 anni, scrive Poor Little Fool che, interpretato da Ricky Nelson, raggiunge la vetta della Billboard, consacrandola come la più giovane autrice musicale ad aver raggiunto la vetta delle classifiche di vendita. Successivamente finisce sotto contratto per il manager Jerry Capehart grazie al quale conosce Eddie Cochran, con cui intrattiene una relazione e per cui scrive Somethin' Else e alcuni ballate per i suoi B-Side tra cui Love Again, Cherised Memories e Think of Me. Altri suoi pezzi di successo sono Love Kept-A Rollin (per Johhny Burnette) e Hurry Up (per Ritchie Valens. Si dice che il pezzo sia stato scritto da Sharon per Eddie, un ritardatario cronico, tra l'ilarità di Ritchie).
Il 16 aprile 1960, durante un tour in Inghilterra al seguito di Cochran e Gene Vincent riporta una seria frattura pelvica nell'incidente automobilistico in cui perde la vita il fidanzato. Tornata negli Stati Uniti e dopo un periodo di allontanamento dall'attività musicale, inizia a collaborare con la cantautrice Jackie DeShannon con cui, tra i molti testi, compone Dum Dum (1961, per Brenda Lee), The Great Imposter (1961, per i Fleetwoods) e Can't Help Forgiving You (1964, per i Searchers). Nel frattempo sposa il dj di Los Angeles Jimmy O'Neill, con cui collabora per lo show musicale trasmesso dalla ABC Shindig!. Il matrimonio, però, termina dopo appena cinque anni, nel 1966.
Muore per le complicazioni di una emorragia cerebrale il 17 maggio 2002.